# Incoltorrida marojejy
Incoltorrida marojejy is een keversoort uit de familie Torridincolidae. De wetenschappelijke naam van de soort werd voor het eerst geldig gepubliceerd in 2019 door Perkins en Bergsten.